# Mlajtinci
Mlajtinci (węg. Kismálnás, prek. Mladetinci, Mledetinci, Mladinci) – wieś w Słowenii, gmina Moravske Toplice. 1 stycznia 2017 liczyła 524 mieszkańców.